# Valle Brosque
Valle Brosque es un caserío del macizo de Anaga perteneciente administrativamente al barrio de María Jiménez del municipio de Santa Cruz de Tenerife, en la isla de Tenerife —Canarias, España—. 
Junto con las poblaciones de Valle Crispín y Valle Grande forma la zona conocida como Los Valles.

## Geografía
Se encuentra situado en el valle homónimo, en la cuenca superior del valle del Bufadero, a unos diez kilómetros del casco urbano de Santa Cruz de Tenerife y a una altitud media de 250 m s. n. m.
Está formado por viviendas dispersas, pudiéndose distinguir los núcleos de Agitio y Cueva Labrada.
Toda su superficie se incluye en el espacio natural protegido del Parque Rural de Anaga, estando considerado como uno de sus asentamientos rurales.

## Demografía
| Año        | 2000 | 2001 | 2002 | 2003 | 2004 | 2005 | 2006 | 2007 | 2008 | 2009 | 2010 | 2011 | 2012 | 2013 | 2014 | 2015 |
| ---------- | ---- | ---- | ---- | ---- | ---- | ---- | ---- | ---- | ---- | ---- | ---- | ---- | ---- | ---- | ---- | ---- |
| Habitantes | 76   | 75   | 74   | 73   | 72   | 69   | 68   | 69   | 72   | 70   | 70   | 66   | 67   | 62   | 63   | 63   |

## Comunicaciones

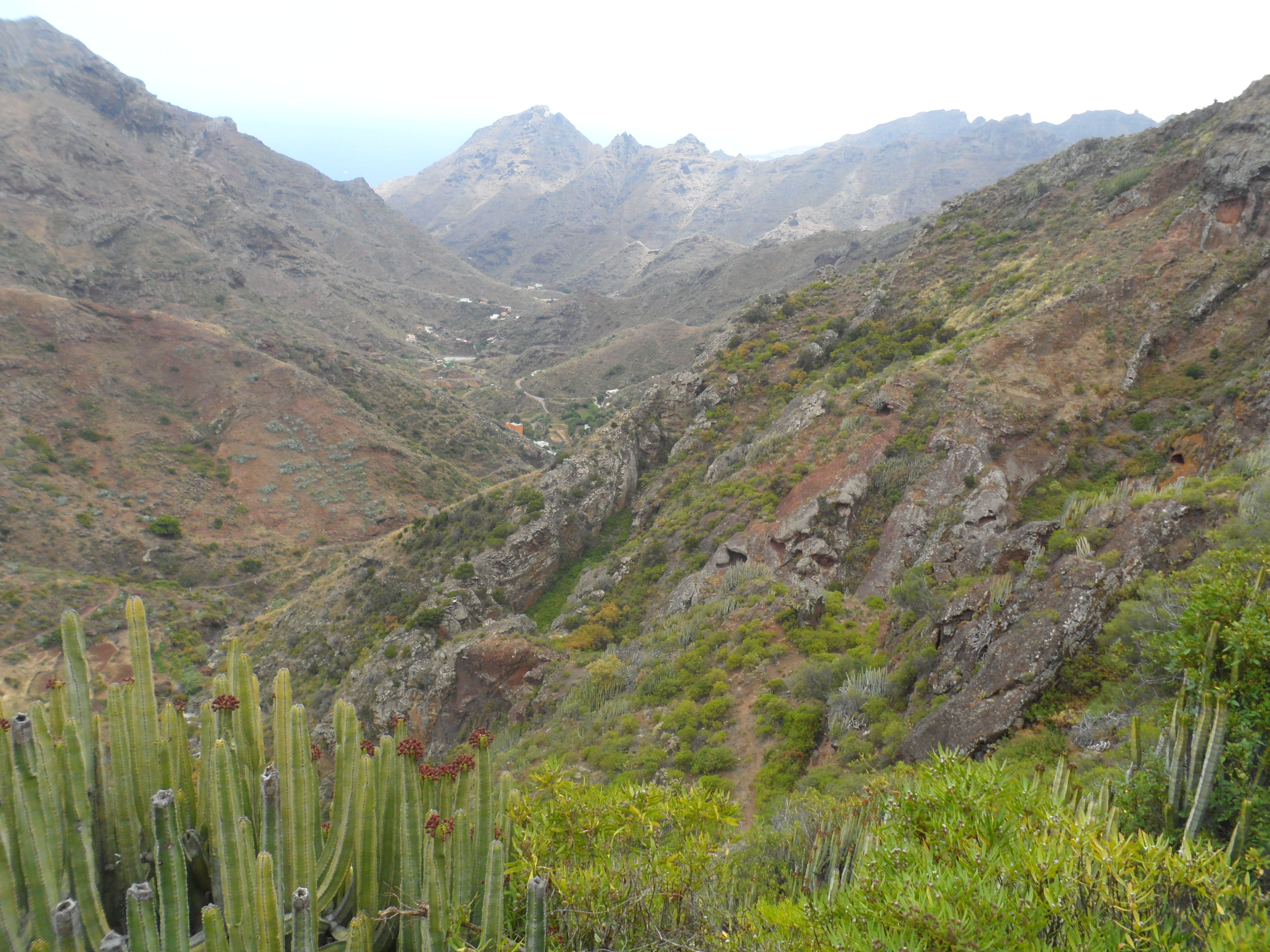
Sendero PR-TF 3 por El Majimial.

A la localidad se accede desde María Jiménez.

### Transporte público
En guagua —autobús— queda conectado mediante la siguiente línea de TITSA: 
| Línea | Trayecto                | Recorrido     |
| ----- | ----------------------- | ------------- |
| 916   | Santa Cruz - Los Valles | Horario/Línea |

### Caminos
Por Valle Brosque pasa uno de los caminos homologados de la Red de Senderos de Tenerife:
- Sendero PR-TF 3 Circular Casas de La Cumbre - Valle Brosque.[5]

## Galería

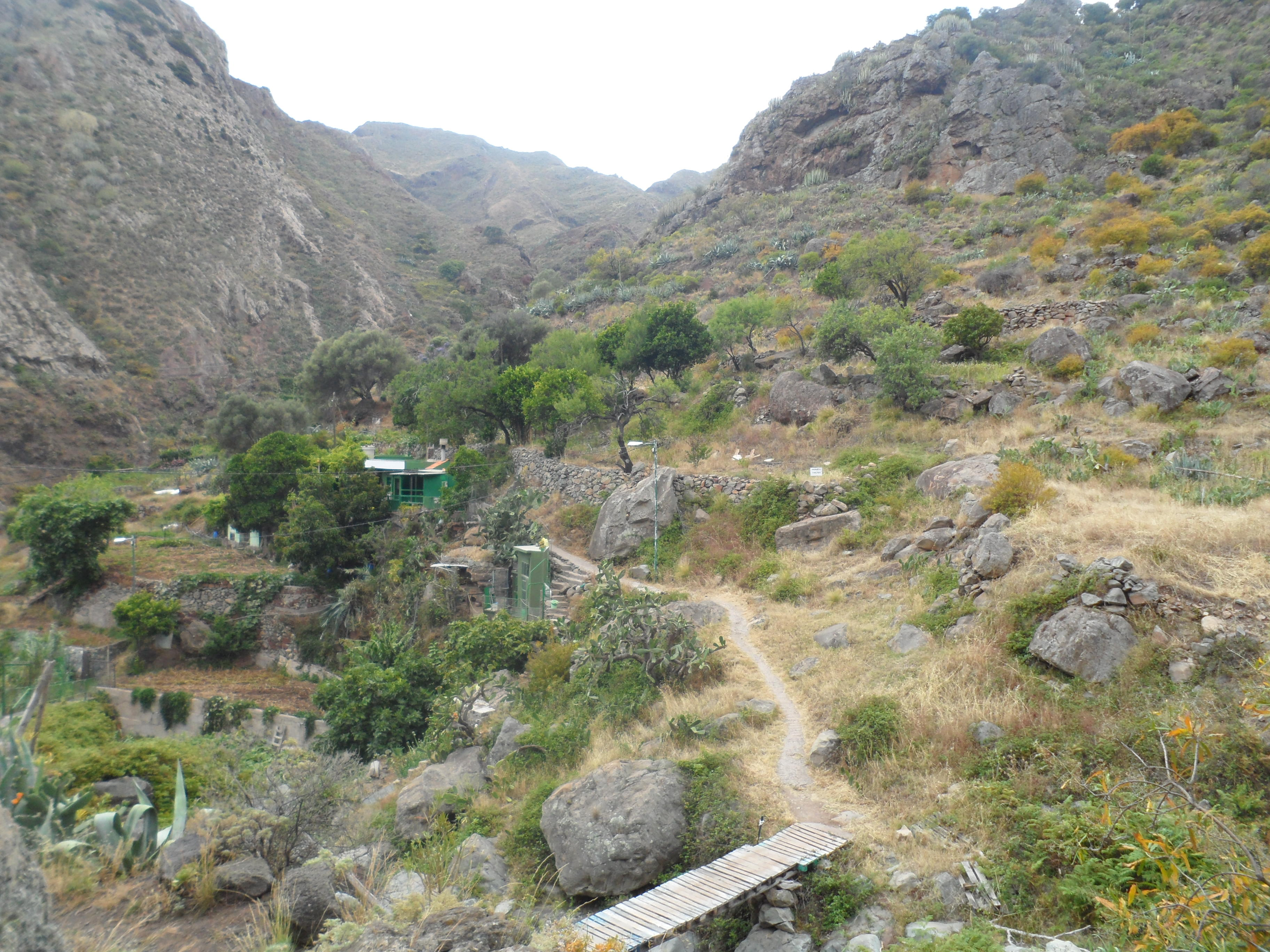
El Pelotón en Valle Brosque.
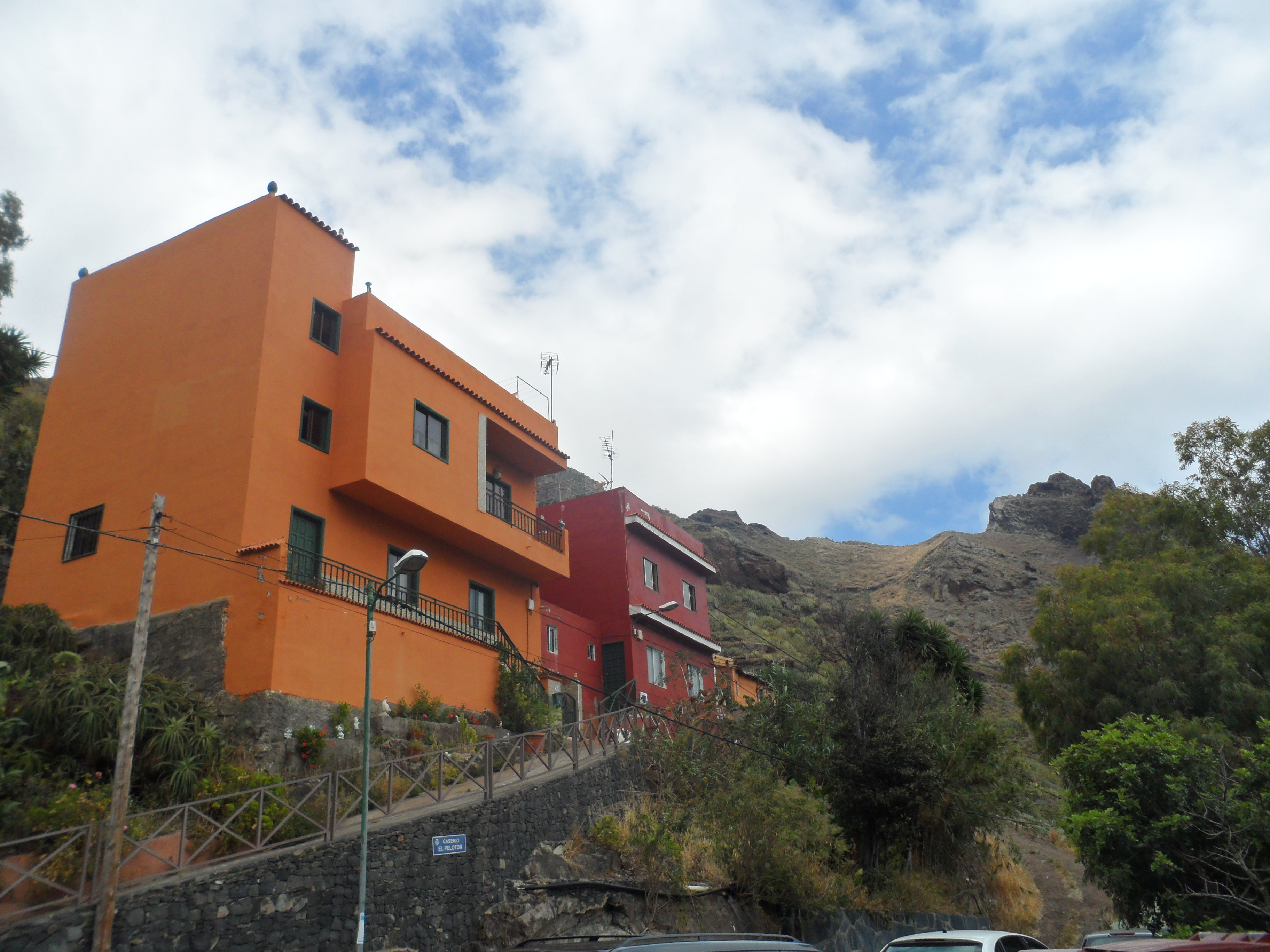
Viviendas en Valle Brosque.
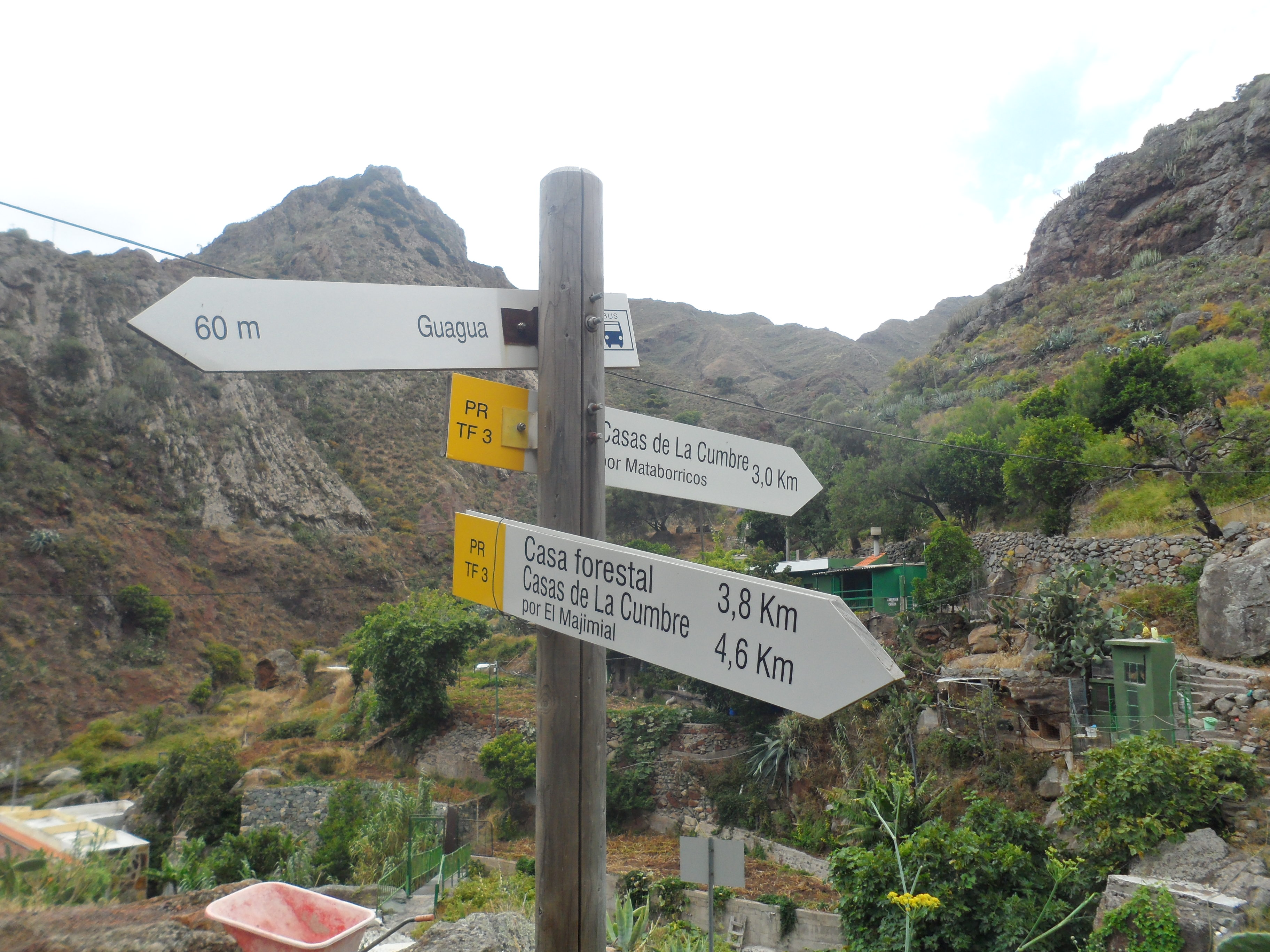
Señalización del sendero PR-TF 3 en El Pelotón.
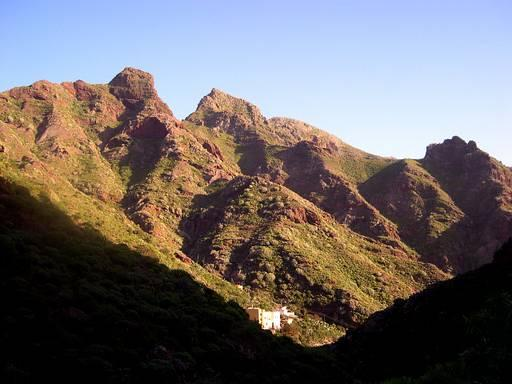
Valle Brosque.